# São Benedito
São Benedito là một đô thị thuộc bang Ceará, Brasil. Đô thị này có diện tích 338,149 km², dân số năm 2007 là 43196 người, mật độ 127,74 người/km².